# Ричардсон, Леон
Леон Ричардсон (англ. Leon Richardson, род. 12 февраля 1957, Антигуа и Барбуда) — антигуанский трековый велогонщик. Участник летних Олимпийских игр 1984 года.

## Карьера
В 1984 году был включён в состав сборной Антигуа и Барбуды для участия на летних Олимпийских играх в Лос-Анджелесе. На них выступил в двух трековых гонках.
Сначала в гите, став единственным не финишировавшим среди 27-и участников (двое из которых не стартовали).
А затем в спринте. В его первом раунде уступил будущему победителю гонки Марку Горски (США) и отправился в первый утешительный раунд. Там в 1/2 финала утешительного раунда уступил Клаудио Ианноне (Аргентина), а затем финале утешительного раунда вместе с Хайнцом Ислером (Швейцария) уступил Максу Рейнсфорду и закончил выступление.